# Długie (Szprotawa)
Długie (deutsch Langheinersdorf) ist ein Ort in der Stadt- und Landgemeinde Szprotawa im Powiat Żagański der Woiwodschaft Lebus in Polen.

## Sehenswürdigkeiten
- Frühgotische Kirchenruine St. Jakobus aus dem 13. Jahrhundert mit der Ruine eines Kirchentors aus dem 14. Jahrhundert. Die Kirche wurde Ende des 13. Jahrhunderts erbaut und ist seit einem Brand 1856 Ruine.
- Gutsanlage aus dem 19. Jahrhundert bestehend aus dem Gutshaus (Mitte des 19. Jahrhunderts) und dem Park. Das Gutshaus wurde in der ersten Hälfte des 16. Jahrhunderts wahrscheinlich für die Familie von Warkotsch errichtet.
- Schlossanlage mit Schloss, zwei Nebengebäuden und dem Park. Das Schloss wurde 1730 bis 1740 für Balthasar Friedrich von Lüttwitz errichtet und 1872 erweitert. Der zugehörige Landschaftspark wurde in der zweiten Hälfte des 19. Jahrhunderts angelegt.
- Herrenhaus aus der Mitte des 16. Jahrhunderts.
- Römisch-katholische Kirche mit dem Patrozinium der Heiligen Anna von 1898 im Stil der Neugotik mit einem Kirchenschiff aus Stein und Ziegeln und einem Satteldach. An der Nordseite wurde ein Turm mit Uhren und Turmdach angebaut. Bis 1945 wurde die Kirche von evangelischen Christen genutzt.

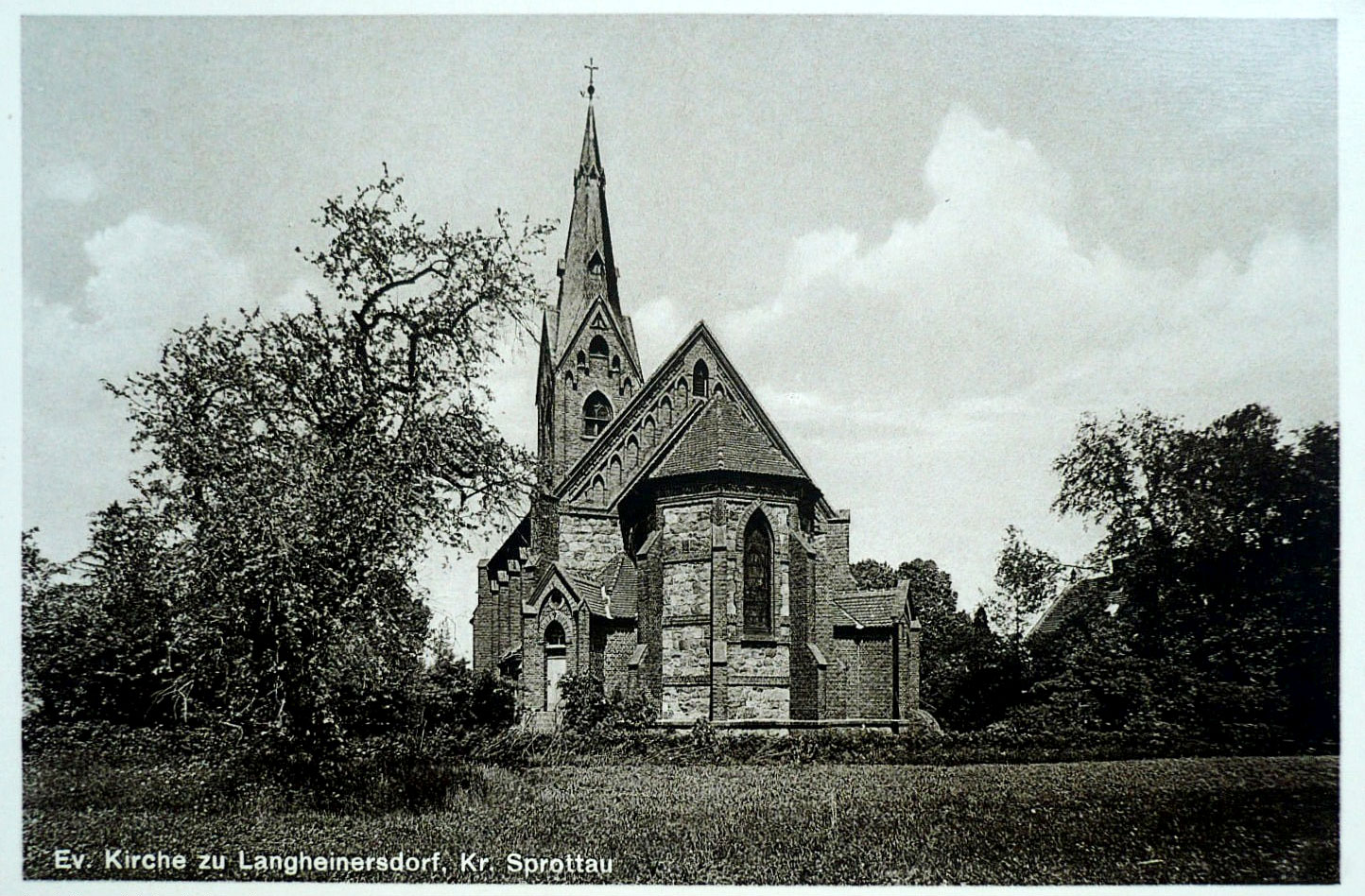
St. Anna kurz nach der Entstehung
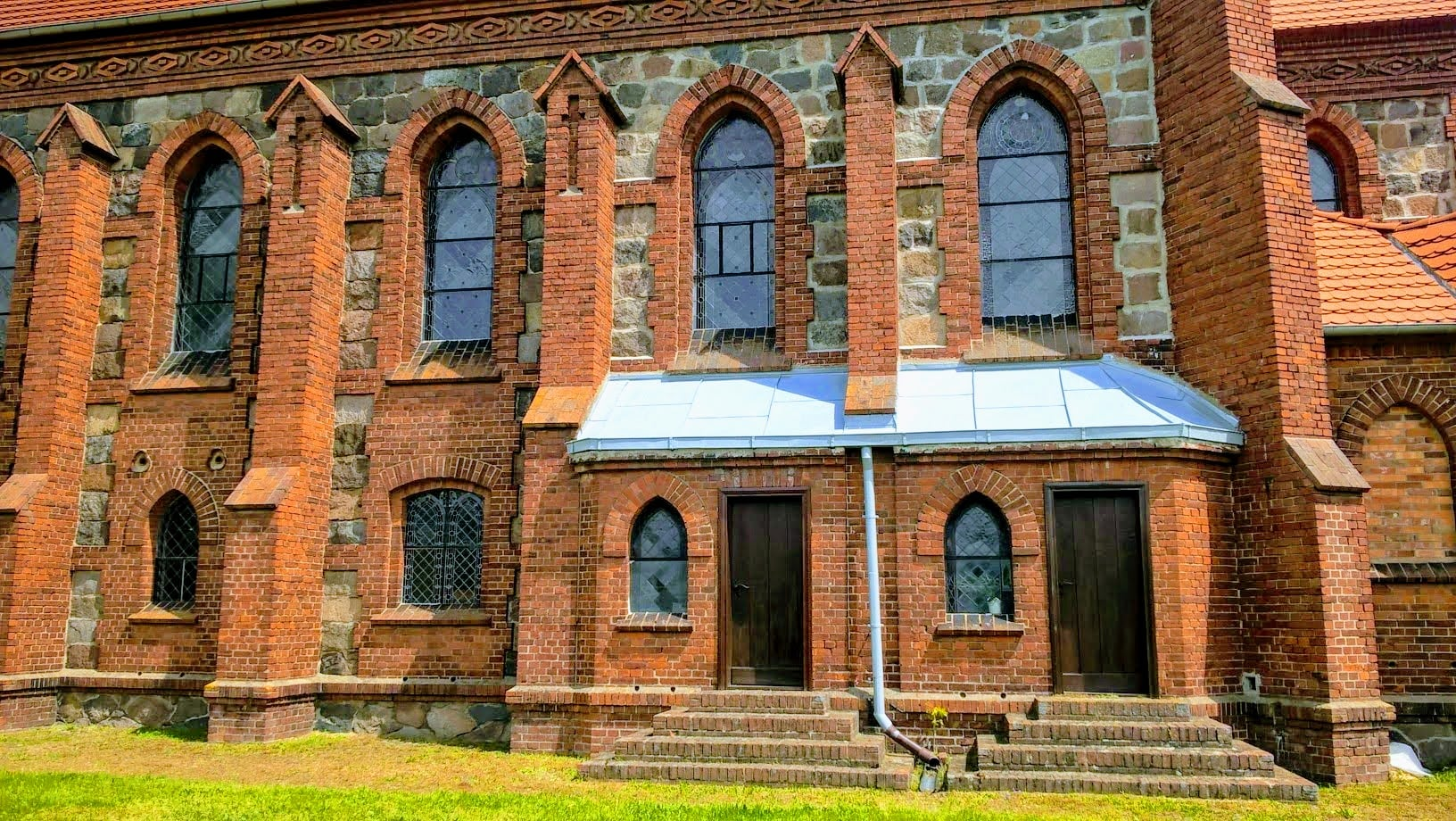
St. Anna Außenansicht
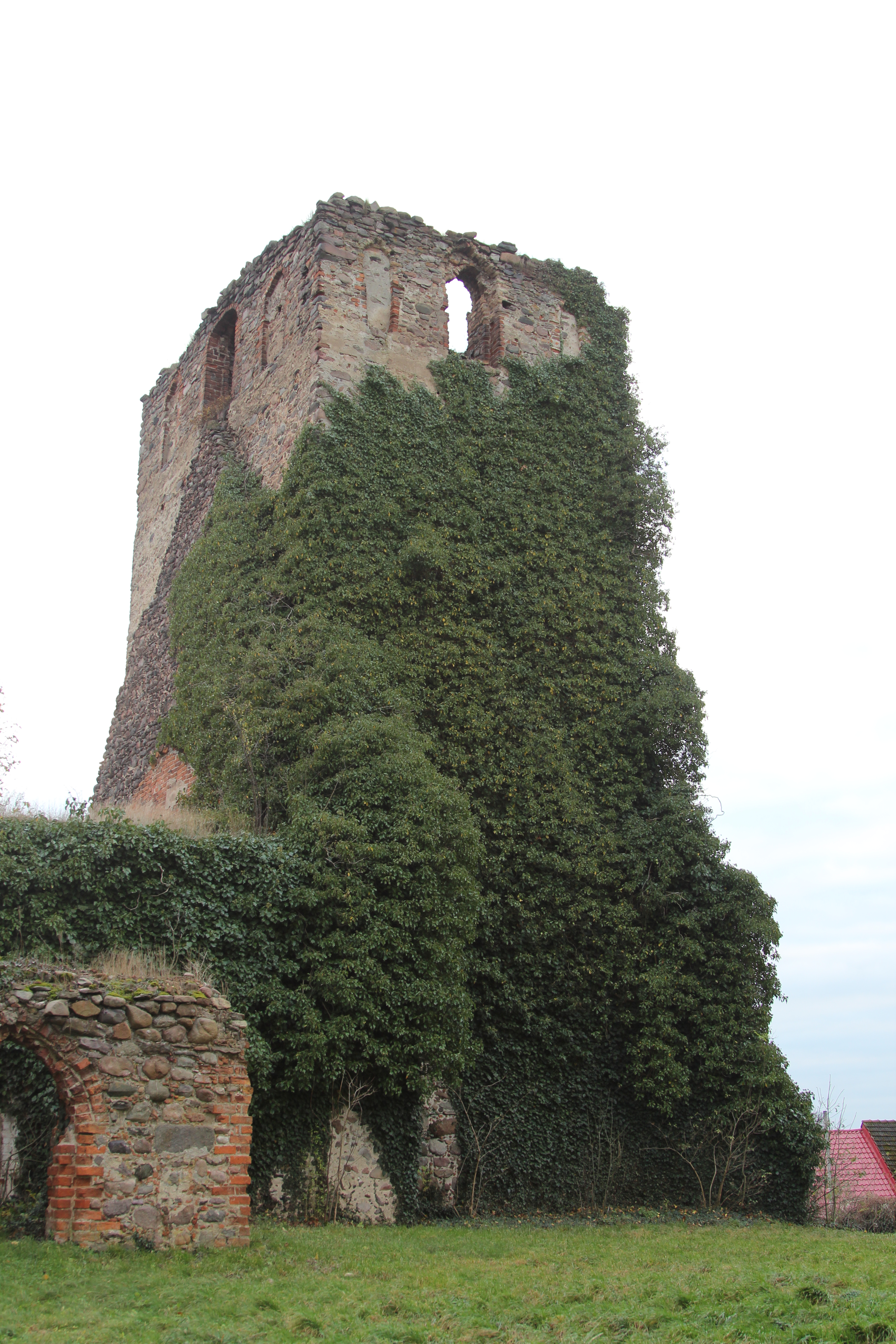
St. Jakobus
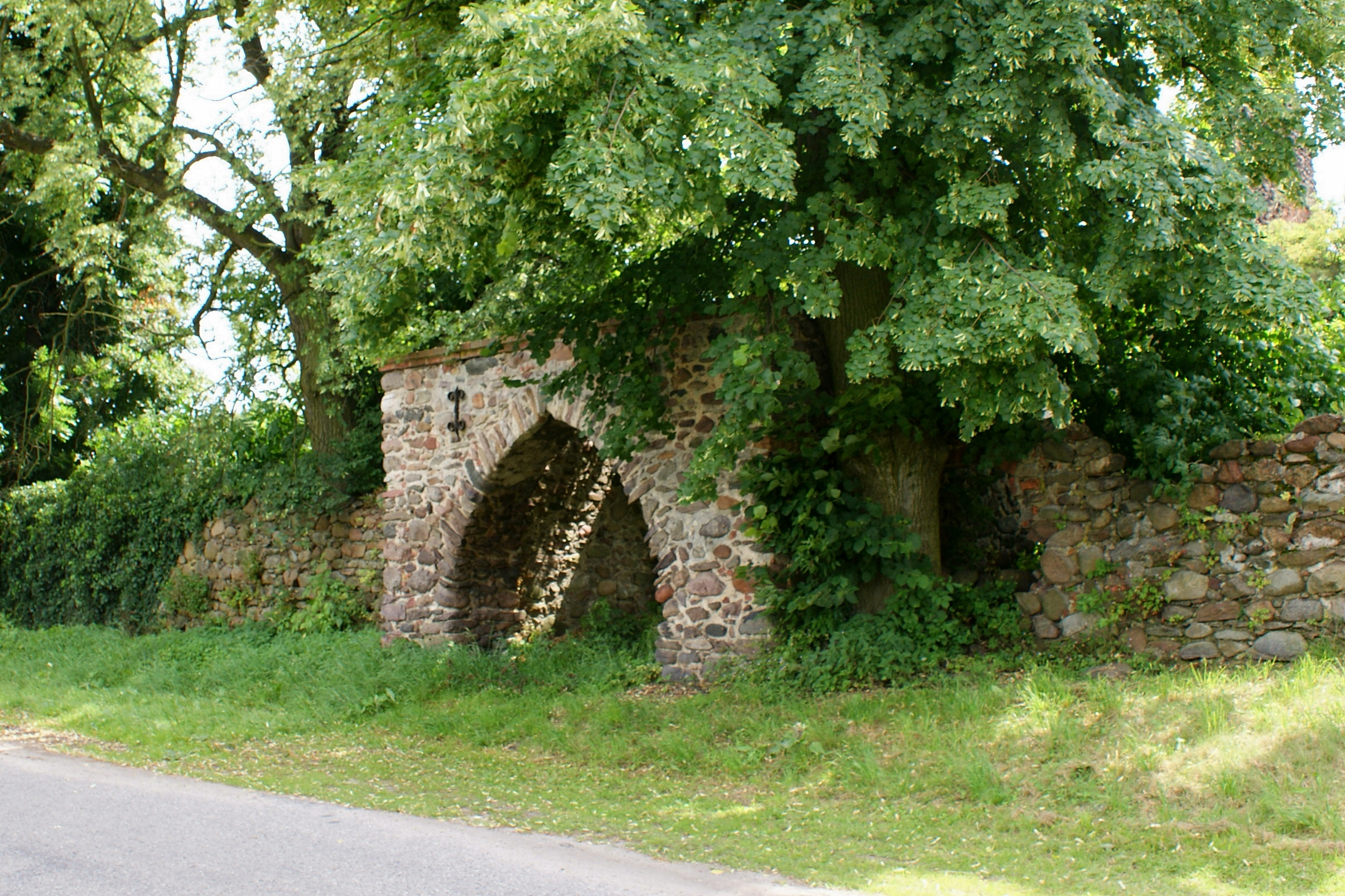
Kirchentor St. Jakobus